# Oreodera aerumnosa
Oreodera aerumnosa är en skalbaggsart som beskrevs av Wilhelm Ferdinand Erichson 1847. Oreodera aerumnosa ingår i släktet Oreodera och familjen långhorningar.
Artens utbredningsområde är:
- Panama.
- Paraguay.
- Uruguay.
- Venezuela.

Inga underarter finns listade i Catalogue of Life.